# Professional Futbol Klubi Navbahor Namangan
Il Professional Futbol Klubi Navbahor Namangan, noto come PFC Navbahor Namangan (it. "club calcistico professionistico Nuova primavera") è una società calcistica uzbeka con sede nella città di Namangan. La squadra è stata fondata nel 1978.

## Palmarès

### Competizioni nazionali
- Campionato uzbeko: 1

1996
- Coppa dell'Uzbekistan: 3

1992, 1995, 1998
- Supercoppa dell'Uzbekistan: 1

1999

### Altri piazzamenti
- Campionato uzbeko:

Terzo posto: 1993, 1994, 1995, 1997, 1998, 1999, 2003, 2004, 2018, 2023
- Coppa d'Uzbekistan:

Finalista: 1993, 2024
Semifinalista: 1994, 1997, 2003, 2005
- Coppa delle Coppe dell'AFC:

Semifinalista: 1999-2000

## Organico

### Rosa 2020
Aggiornata al 31 agosto 2020.
| N. |                       | Ruolo | Calciatore              |
| -- | --------------------- | ----- | ----------------------- |
| 1  | Uzbekistan (bandiera) | P     | Utkir Yusupov           |
| 2  | Uzbekistan (bandiera) | D     | Mirkomil Lokayev        |
| 5  | Uzbekistan (bandiera) | D     | Giyosjon Komilov        |
| 7  | Uzbekistan (bandiera) | C     | Azimjon Akhmedov        |
| 8  | Uzbekistan (bandiera) | C     | Jovlon Ibrokhimov       |
| 9  | Russia (bandiera)     | A     | Ivan Solov'ëv           |
| 10 | Uzbekistan (bandiera) | C     | Azizbek Turgunbaev      |
| 11 | Uzbekistan (bandiera) | A     | Islom Isakzhanov        |
| 13 | Uzbekistan (bandiera) | P     | Islomzhon Abdullakhanov |
| 15 | Uzbekistan (bandiera) | D     | Obid Djurabayev         |
| 17 | Uzbekistan (bandiera) | A     | Abdulkhay Ismoilov      |
| 18 | Uzbekistan (bandiera) | C     | Sardor Telyakov         |
| 19 | Uzbekistan (bandiera) | D     | Mirzokhid Gofurov       |
| 20 | Uzbekistan (bandiera) | D     | Davron Khoshimov        |
| 21 | Uzbekistan (bandiera) | C     | Komijon Tojiddinov      |

| N. |                       | Ruolo | Calciatore                |
| -- | --------------------- | ----- | ------------------------- |
| 22 | Uzbekistan (bandiera) | D     | Igor' Golban              |
| 23 | Uzbekistan (bandiera) | P     | Dilshod Khamroev          |
| 27 | Uzbekistan (bandiera) | A     | Islom Rashidkhonov        |
| 28 | Uzbekistan (bandiera) | D     | Khurshid Mukhtorov        |
| 30 | Uzbekistan (bandiera) | A     | Abduzhamol Isroilov       |
| 33 | Uzbekistan (bandiera) | D     | Tokhir Shamsiddinov       |
| 66 | Uzbekistan (bandiera) | A     | Shokhrukh Makhmudkhozhiev |
| 70 | Uzbekistan (bandiera) | C     | Akramzhon Bakhritdinov    |
| 70 | Uzbekistan (bandiera) | A     | Abbos Gulomov             |
| 72 | Russia (bandiera)     | C     | Pavel Golyšev             |
| 88 | Russia (bandiera)     | A     | Ruslan Bolov              |
| 94 | Uzbekistan (bandiera) | C     | Anvar Khojimirzayev       |
| 95 | Uzbekistan (bandiera) | A     | Zabikhillo Urinboev       |
|    | Tagikistan (bandiera) | C     | Ehson Panjshanbe          |